# Christliche Volkspartei des Saarlandes
De Christliche Volkspartei des Saarlandes (CVP) was een Duitse christendemocratische partij die actief was in Saarland (1945-1956).
De CVP'er Johannes Hoffmann was van 20 december 1947 tot 29 oktober 1955 premier van Saarland. Bij het oktoberreferendum van 1955 sprak de Saarlandse bevolking zich uit voor aansluiting bij de Bondsrepubliek Duitsland. Korte tijd daarna werd Hoffmann als premier vervangen door de CDU'er Hubert Ney. 
De CVP fuseerde in 1956 met de Deutsche Zentrumspartei tot de Christliche Volkspartei, een fusie waaraan een jaar later een eind kwam. In 1965 fuseerde de CVP opnieuw, nu met de Saarländische Volkspartei (SVP) tot de SVP/CVP. In 1970, na teleurstellende verkiezingsresultaten bij de landdag-verkiezingen in dat jaar, werd de SVP/CVP opgeheven.